# Rustfrit stål
 Denne artikel bør gennemlæses af en person med fagkendskab for at sikre den faglige korrekthed.

Rustfrit stål eller rustfast stål er en fællesbetegnelse for ståltyper, som indeholder mere end 12% chrom (masseprocent). Ved yderligere tilsætning af andre legeringsgrundstoffer, nikkel, molybdæn, kulstof, kvælstof, mangan, silicium, titan osv. er der udviklet et stort antal ståltyper, som hver især er karakteriseret ved bestemte egenskaber med hensyn til korrosionsbestandighed, mekanisk styrke, svejsbarhed, formbarhed osv.
Chromindholdet bevirker at stålene danner en meget tynd passiverende oxidfilm, der gør at stålene har god bestandighed i et neutralt iltholdigt miljø. Derimod er de fleste rustfri/rustfaste stål ikke bestandige overfor syre og havvand, og som regel heller ikke salt. 
Stålene opdeles normalt efter mikrostrukturen, der er afgørende for de mekaniske egenskaber. Der skelnes mellem følgende hovedtyper:
- Ferritisk rustfrit/rustfast stål. De simpleste og billigste rustfri ståltyper. Har mekaniske egenskaber der minder om ulegeret/lavtlegeret stål. Vælges typisk hvor man ønsker god korrosionsbestandighed til rimelig pris. F.eks. AISI 430 og 440.

- Martensitisk rustfrit/rustfast stål. I familie med de ferritiske rustfri ståltyper, blot med højere indhold af kulstof, hvilket gør det muligt at hærde stålet. Kan hærdes og evt. anløbes til meget høje hårdheder og rimelig sejhed. Bruges ofte hvor korrosionsbestandighed og slidbestandighed er vigtig, som f.eks. knive og andre skærende værktøjer. F.eks. AISI 410 og 420.

- Austenitisk rustfrit/rustfast stål. Udgør langt den største mængde (~80%) af de rustfrie/rustfaste stål anvendt. Tilsat nikkel (8-20 %) for at stabilisere austenitstrukturen (umagnetisk). Har styrke og hårdhed som de ferritiske stål, men med højere sejhed også ved lave temperaturer. Er pga. den høje duktilitet velegnede til bearbejdning som f.eks. dybtrækning. Har god svejsbarhed. F.eks. AISI 304, 316, 904 og 254SMO.

- Ferritisk- austenitisk rustfrit/rustfast stål (Duplex stål).Duplex stålene har en blandingstruktur bestående af ferrit og austenit (ca. 50/50). Generelt har duplex stålene højere styrke end både de ferritiske og austenitiske, samt udmærket sejhed. Har fremragende udmattelsesstyrke pga. blandingsstrukturen (bliver ikke nemt metaltræt). Er ligesom de austenitiske stål svejsbare. F.eks. 2205, 2507 og 2201LDX.

- Udskillelseshærdeligt (PH) rustfrit/rustfast stål. Specielle stål der modningshærdes til endelig styrke efter bearbejdning. Kan opnå meget høj styrke og stadig bevare fornuftig sejhed. Ikke svejsbare. F.eks. 15-5 PH og 17-7 PH.

Stålene benævnes oftest efter EN-standard (DIN), AISI eller UNS. F.eks. benævnes ”almindeligt” austenitisk rustfrit stål EN 1.4301, AISI 304 eller S30400.